# Tu vuò fà l'americano
"Tu Vùo Fà L'Americano" é uma canção em dialeto napolitano, gravada pelo cantor italiano Renato Carosone, escrita e produzida pelo próprio Carosone e Nicola Salerno. O single de italian jazz tornou-se uma das canções mais conhecidas de Carosone. Encomendada por Rapetti, diretor da Casa Ricordi, para um concurso de rádio, a música foi composta por Carosone em um espaço de tempo muito curto após a leitura das letras de Nisa. Ele imediatamente percebeu que a canção se tornaria um grande sucesso.

## Vídeo musical
O clipe da música Tu Vuò Fa' L'Americano foi produzida pela Pathé-Marconi-EMI, cuja versão original do vídeo apresenta o próprio Renato Carosone tocando piano e cantando sua canção com bastante animação, juntamente com sua banda.

## Covers e sampling
- Os dois personagens principais cantam esta canção num bar de jazz no filme O Talentoso Ripley
- O rapper francês Akhernaton, cujos pais são oriundos de Nápoles, fez uma cover dessa canção, com mesmo nome, só que em francês. Ele descreve a história de sua fascinação com os Estados Unidos quando criança, e sua decepção ao descobrir a América como um adulto.
- Lou Bega fez uma cover da canção intitulada You Want To Be Americano.
- The Brian Setzer Orchestra fez uma cover com a sua, "Americano". Esta canção apareceu no álbum "Vavoom".
- A música foi usada pela dupla australiana Yolanda Be Cool e o produtor DCUP no single "We No Speak Americano" que se tornou um sucesso internacional. Posteriormente, foi re-gravada por Marco Calliari.
- The Puppini Sisters regravaram a canção em seu álbum "Betcha Bottom Dollar", em 2007.
- Foi a música de fundo durante uma cena em um café no filme "The American", com George Clooney, de 2010.
- A canção foi apresentada no filme de 1960 do diretor Melville Shavelson It Started In Naples, em que foi cantada por Sofia Loren e Clark Gable.
- Tu Vuò Fa' L'Americano também foi cantada por Rosario Fiorello no filme de 1999 O Talentoso Ripley [2] e ganhou uma cover da banda The Puppini Sisters.